# مموفوکو آندو
مموفوکو آندو (به انگلیسی: Momofuku Ando) (زاده ۵ مارس ۱۹۱۰ میلادی - درگذشته ۵ ژانویه ۲۰۰۷)، بازرگان تایوانی-ژاپنی و بنیان‌گذار شرکت صنایع غذایی نیسان بود. وی به خاطر ابداع نودل فوری و نودل فنجانی معروف است.
آندو در سال ۱۹۱۰ در خانواده‌ای ثروتمند در تایوان به دنیا آمد. او در سن ۲۲ سالگی شرکت بافندگی خودش را تأسیس کرد. در سال ۱۹۳۳ برای تجارت به ژاپن رفت و بعد از جنگ جهانی دوم شهروندی ژاپن را به دست آورد.
در سال‌های پس از جنگ جهانی دوم ژاپن هنوز از کمبود مواد غذایی رنج می‌برد و وزارت بهداشت این کشور مردم را به استفاده از نان‌هایی که با آرد گندم تأمین‌شده توسط آمریکا تهیه می‌شد تشویق می‌کرد. آندو به این فکر افتاد که چرا دولت ژاپن بجای تشویق مردم به استفاده از نودل که غذای شناخته‌شده‌ای برای مردم ژاپن است آنان را به استفاده از نان ترغیب می‌کند. در پاسخ به او گفته شد که کارخانه‌های تولید نودل بسیار کوچک هستند و توان تولید مقدار غذای موردنیاز بازار را ندارند. پس آندو تصمیم گرفت خودش به تولید نودل بپردازد. او می‌گفت: صلح وقتی بر دنیا حاکم می‌شود که مردم نودل کافی برای خوردن داشته باشند.
در سال ۱۹۵۸ و پس از چند مرحله سعی و خطا او اولین محموله از نودل پیش پخته فوری را روانه بازار کرد.
بر اساس نوشته روزنامه فاینانشیال تایمز ابداع نودل فنجانی که توسط آندو در سال ۱۹۷۱ (در سن ۶۱ سالگی) صورت گرفت به گسترش استفاده از نودل آماده در دنیا منتهی شد. وی دیده بود که آمریکایی‌ها نودل را از وسط می‌شکنند و در فنجان ریخته و روی آن آب جوش می‌ریزند. نودل فنجانی در بسته‌های فنجان شکل که دهانه آن گشادتر از کف آن‌هاست بسته‌بندی می‌شود و با ریختن آب جوش روی آن آماده مصرف می‌گردد.

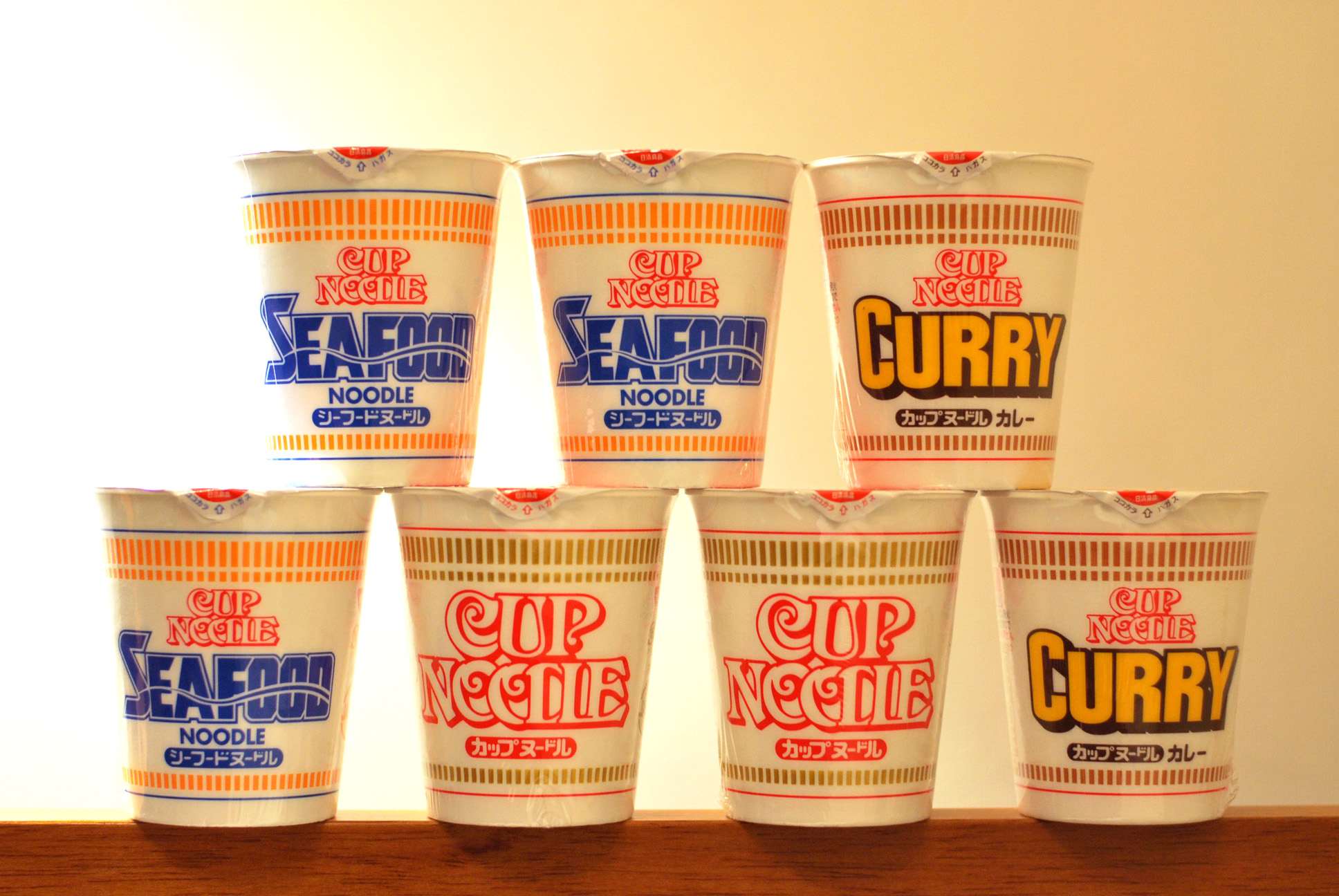
نودل فنجانی (۱۹۷۱ ~)

امروزه چند موزه در سراسر دنیا برای نودل و ابداعات آن وجود دارد. او در سال ۲۰۰۵ و در سن ۹۴ سالگی سومین اختراع خود را عرضه کرد، سوپ نودلی که در فضا و در شرایط بی‌وزنی توسط فضانوردان قابل‌استفاده بود.
در پنجم مارس ۲۰۱۵ سایت گوگل نشان صفحه اصلی خود را به مناسبت سالگرد تولد او تغییر داد.